# 绣线菊
绣线菊（学名：Spiraea salicifolia），为蔷薇科绣线菊属下的一个植物变种。生长于中国黑龙江、吉林、辽宁、内蒙古、河北等省以及蒙古、日本、朝鲜、俄罗斯西伯利亚地区以及欧洲东南部。常见于海拔200-900米的河流沿岸、湿草原、空旷地和山沟中。既可做观赏植物又可做蜜源植物。

## 别名
柳叶绣线菊（东北木本植物图志），珍珠梅（植物名实图考），空心柳、马尿溲（东北土名）